# Jafarabad i Janjira
Jafarabad i Janjira foren dos estats independents un de l'altre, però governats en unió personal pel mateix sobirà, el Sidi de Janjira, que en va acceptar la sobirania el 1759.